# Saint-Macaire
Saint-Macaire è un comune francese di 2 129 abitanti situato nel dipartimento della Gironda nella regione della Nuova Aquitania.

## Storia

### Epoca antica
Il sito di Saint-Macaire ha ospitato nell'antichità un insediamento gallo-romano chiamato Ligena, collegato alla riva opposta della Garonna, ma la sua posizione esatta è tuttora incerta.
Quel che pare certo è che nel V secolo, Macario, monaco greco itinerante che darà il nome alla città, si stabilì a Ligéna, dove esisteva una cappella dedicata a san Lorenzo, costruita da Paolino di Nola.

### Medio Evo
Le testimonianze riguardo al periodo dell'Alto Medio Evo sono quasi inesistenti. È nell'XI secolo che il borgo inizia a svilupparsi, grazie alla costruzione contemporanea di un castello, su ordine del duca di Aquitania, e di un monastero benedettino.
Il più antico riferimento a Saint-Macaire nelle fonti scritte è datato al 1027, nell'atto di donazione del priorato alla chiesa abbaziale di Santa Croce di Bordeaux da parte del duca di Aquitania. Nel 1038, venne eretta una chiesa nei pressi dell'abbazia.
Attirata da vari elementi polarizzanti, in primo luogo l'abbazia, la popolazione si concentrò attorno ad essi formando un agglomerato urbano di forma semicircolare. Situato in una regione agricola e sulle rive della Garonna, Saint-Macaire fungeva sia da mercato che da centro di raccolta per le produzioni del proprio territorio agricolo e per quello delle piccole comunità circostanti che vivevano nella sua orbita. È qui che transitavano le merci prima di essere spedite via fiume a Bordeaux e agli altri mercati. Saint-Macaire esercitò quindi una forte influenza su tutte le contigue comunità rurali della riva destra del fiume, agendo come centro di attrazione attorno al quale erano raggruppate una decina di parrocchie. Grazie alla Garonna, principale asse di comunicazione e via commerciale durante tutto il Medioevo, Saint-Macaire conobbe un'espansione senza precedenti, tanto più che beneficiava del diritto di pedaggio sul pregiato vino di Cahors.

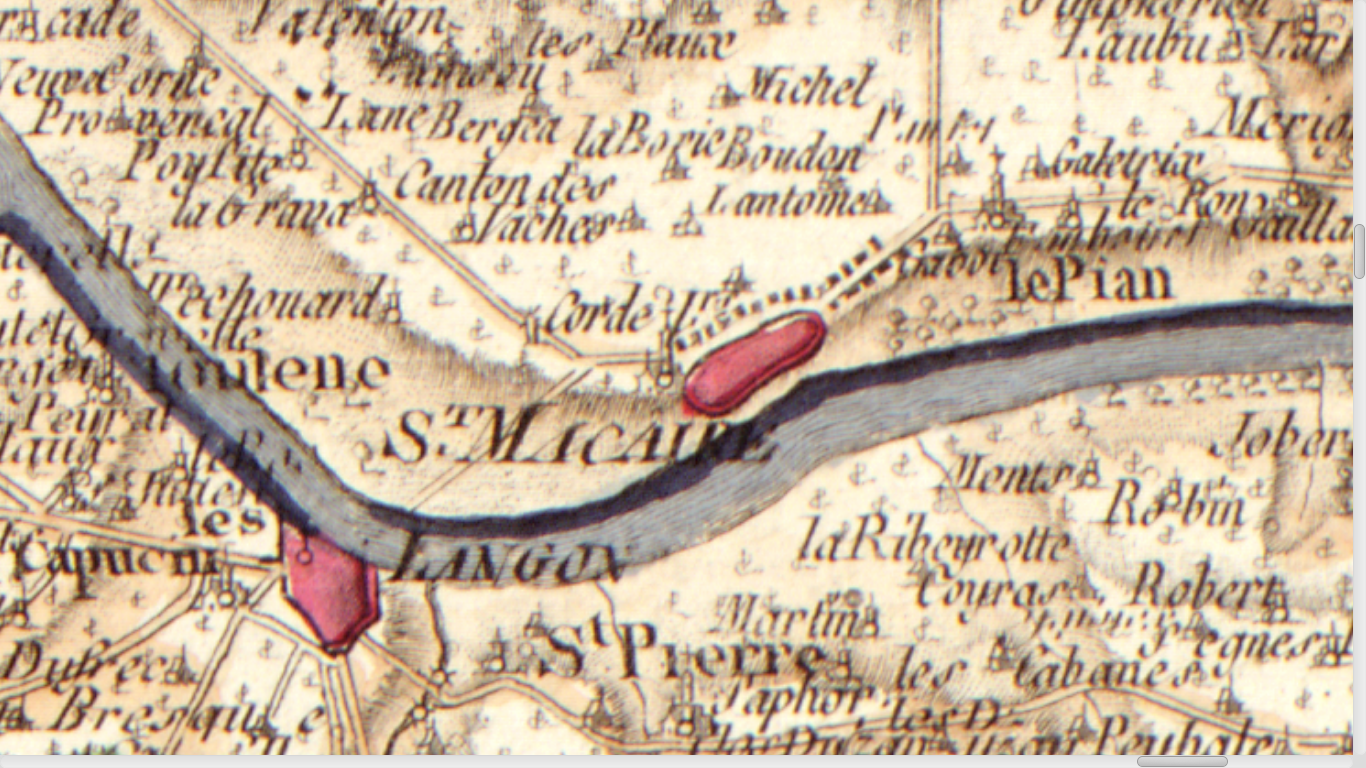
Saint-Macaire e Langon nella Carta di Cassini, 1756

Arricchita e abbellita, venne dotata di mura e divenne una vera e propria città commerciale, con più di 5 000 abitanti, superando di gran lunga il vicino villaggio di Langon, situato sulla riva sinistra del fiume.
È difficile accertare con precisione quando divenne comune; secondo lo storico Michel Bochaca, dovrebbe essere stato verso il 1323-1324. Successivamente divenne "città reale d'Inghilterra" (1341) e fu sotto il protettorato inglese Saint-Macaire conobbe nel XIII e XIV secolo il periodo di maggiore prosperità.
Situata al confine tra i territori di dominio inglese e francese, Saint-Macaire fu colpita in pieno peso delle devastazioni della Guerra dei cent'anni. Venne così assediata e conquistata dal duca d'Angiò nel 1377, poi dall'esercito di Bordeaux, di parte inglese, nel 1420 per tornare sotto la Francia alla fine della conflitto (1453).
Nel 1461 in città venne celebrato il matrimonio tra Gastone di Foix-Navarra, figlio di Gastone IV di Foix, e Maddalena di Valois, sorella di Luigi XI di Francia; lo stesso re fu presente al matrimonio. Nell'aprile del 1462, Luigi XI confermò le libertà e le franchigie concesse al Comune dai suoi predecessori.

### Storia moderna
Se il Medioevo fu il periodo di maggiore sviluppo per Saint-Macaire, l'età moderna non fu altrettanto favorevole. La città subì gli eventi delle Guerre di religione francesi e nel 1562 cadde nelle mani del signore di Duras, che saccheggiò le istituzioni religiose.
Nel 1575, l'ugonotto Guy de Montferrand, signore di Langoiran, tentò di prendere di sorpresa la città (cattolica), attraversando la Garonna.
Nel 1577, la città resistette eroicamente all'assalto condotto dalle truppe del re di Navarra.
Quasi un secolo dopo, nel 1649, in reazione alla Fronda parlamentare, il duca di Épernon si impadronì di Saint-Macaire e ne demolì il castello.
La situazione peggiorò anche dal punto di vista economico. Durante il Rinascimento la prosperità commerciale era continuata, ma dal XVII secolo, il corso della Garonna si spostò gradualmente verso sud, tagliando fuori la città: nel 1658, il consiglio municipale (Jurade) fu costretto a spostare il quartiere del porto di Thuron (est) al sobborgo di Rendesse (a ovest). Ma nonostante questo l'attività portuale di Saint-Macaire andò poco a poco diminuendo.
La quasi totalità dei borghesi lasciò la città per spostarsi  a Bordeaux, che lo sviluppo della tratta atlantica degli schiavi africani aveva reso più attrattiva, facendo perdere  a Saint-Macaire il suo dinamismo e accelerandone il declino.
Con la Rivoluzione francese, la parrocchia di Saint-Martin (chiamata Saint-Sauveur fino al 1736) di Saint-Macaire formò la città di Saint-Macaire. Il comune si ingrandì assorbendo la parte sud-occidentale di Le Pian-sur-Garonne e la parte orientale di Saint-Maixant.
Alla fine del XVIII secolo, Saint-Macaire era ormai diventata un centro artigianale e cominciò una ripresa delle attività economiche, grazie soprattutto all'industria dell'estrazione della pietra. Si scavarono vere e proprie cave nella roccia che sostiene la città, arrivando a smantellare diversi monumenti pubblici (in particolare i bastioni e il mastio del castello). Le pietre così ottenute vennero poi vendute principalmente a Bordeaux per la costruzione di nuovi manufatti (il ponte di pietra di Bordeaux per esempio è costruito in parte con questo materiale). Tuttavia, anche questa attività finì per svanire, da un lato perché le cave scavate sotto la città erano troppo profonde e minacciavano il crollo di diverse abitazioni, dall'altro perché lo smantellamento dei monumenti venne bloccato dalla Prefettura nel 1876.

### Età contemporanea
Nel XIX secolo so sviluppò  la produzione di botti di legno che divenne l'attività principale di  Saint-Macaire fino alla prima guerra mondiale. Nel 1906, uno sciopero generale dei bottai, esteso a tutta la Gironda, portò a Saint-Macaire (che fu sede del secondo sindacato operaio più importante del dipartimento dopo Bordeaux) un vero e proprio blocco della città da parte degli artigiani. Lo scontro, culminato con un violento  intervento delle forze dell'ordine, segnò definitivamente lo strappo tra padroni e lavoratori, nonché il graduale ma irrimediabile declino dell'attività della produzione di botti.
Alla fine della seconda guerra mondiale, Saint-Macaire non era ormai più che un agglomerato secondario, la cui popolazione era in costante diminuzione, e che non poteva competere con il dinamismo di Langon.

## Società

### Evoluzione demografica
Abitanti censiti